# Nathan Wounembaina
Nathan Wounembaina (Bourha Wango, 22 de noviembre de 1984) es un jugador profesional de voleibol camerunesa, juego de posición receptor/atacante. 

## Palmarés

### Clubes
Campeonato de Camerún:
- 2005

Campeonato de Bélgica:
- 2011, 2012
- 2013
- 2010

Supercopa de Bélgica:
- 2011, 2012

Copa de Bélgica:
- 2012

Challenge Cup:
- 2017

Campeonato de Francia:
- 2017, 2018, 2019

Copa de Francia:
- 2019

### Selección nacional
Campeonato Africano:
- 2011
- 2007, 2009

Juegos Panafricanos:
- 2011